# مونردة بحرية
مونرد بحري (الاسم العلمي: Monarda maritima) هو نوع من النباتات يتبع جنس المونرد من الفصيلة الشفوية.